# Teoria neoclássica da administração
A teoria neoclássica da administração é o tema  dado a um conjunto de teorias que surgiram na década de 1950 e que propõem uma retomada das abordagens clássica e científica da administração. A teoria têm como principal referência Peter Drucker, mas também inclui um grupo amplo de autores como William Newman, Ernest Dale, Ralph Davis, Louis Allen e George Terry..
Dentre os principais conceitos abordados por essa teoria, destacam-se: 
- ênfase na prática da administração;
- reafirmação relativa das proposições clássicas;
- ênfase nos princípios gerais de gestão;
- ênfase nos objetivos e resultados.

Esta nomenclatura é utilizada apenas no Brasil. Foi popularizada no livro texto de Chiavenato, que é utilizado no ensino da administração de empresas no país. Chiavenato diz: "Os autores aqui abordados, (…) muito embora não apresentem pontos de vista divergentes, também não se preocupam em se alinhar dentro de uma organização comum. Em resumo, os autores neoclássicos não forma propriamente uma escola bem definida, mas um movimento relativemente heterogêneo. Preferimos a denominação teoria para melhor enquadramento didático e facilidade de apresentação". Fora do Brasil, pode-se associar essa escola de pensamento à abordagem teórica proposta por Drucker, que é considerada uma ruptura com a abordagem vigente. As teorias depois de Drucker são chamadas de "modernas" por ser ele reconhecido como "pai da administração moderna" ("modern management" em inglês), embora o termo "administração moderna" seja mais abrangente que a proposta de Chiavenato.